# Звезда (хоккейный клуб, Чебаркуль)
«Звезда» — хоккейная команда из города Чебаркуль Челябинской области. Выступает в чемпионате Челябинской области.

## История
История клуба начинается в 1956 году, когда на территории Чебаркульского гарнизона была создана армейская хоккейная команда «Звезда». 
 Хоккейная команда «Звезда» выступала в классах А и Б первенства СССР до сезона 1975/76гг. Первым старшим тренером и начальником «Звезды» стал Владимир Филиппович Альфер. Двукратный олимпийский чемпион Сергей Макаров:
Мы тогда ездили в Чебаркуль и смотрели, как они играют. Эта армейская команда - «Звезда» из Чебаркуля - была просто сумасшедшей. Потом все из этой команды играли в высшей лиге...
В современной истории клуба армейцы играли во второй лиге зоны «Урал — Западная Сибирь» до 2003 года. В 2003 году по финансовым причинам клуб был вынужден за два тура до окончания первенства сняться с соревнования. В настоящее время состав «Звезды» формируется за счёт проходящих срочную службу в ВС РФ хоккеистов «Трактора», «Мечела», «Автомобилиста», «Салавата Юлаева» и других команд региона, а также воспитанников местной детской хоккейной школы «Молот». Старшим тренером команды с 2005 года является Имаммиев Ильдус Мухамединович.

## Достижения
- Серебряный призёр чемпионата РСФСР (2): 1966, 1972
- Победитель уральской зоны первенства РСФСР (1959/1960)
- Победитель уральской зоны класса Б чемпионата СССР (1964/1965, 1965/1966, 1973/1974)
- Победитель 3 группы класса А чемпионата СССР (1967/1968).

- Трёхкратный чемпион Челябинской области (2012/2013, 2013/2014, 2015/2016)
- Обладатель кубка Челябинской области (2013/2014[4], 2015/2016[5])

Наивысший результат для клуба 17 место в сезоне 1968/1969. По итогам сезона «Звезда» смогла закрепиться во второй подгруппе класса "А", но уже в следующем сезоне заняла последнее место, одержав только 9 побед в 44 матчах.

## Факты
- В сезоне 1967—1968 за команду выступали Валерий Харламов и Александр Гусев. По воспоминанию Владимира Альфера, старшего тренера «Звезды», «в первой игре за армейский клуб Харламов „потерялся“, в то время как Гусев был одним из лучших»[7]. Но это не помешало Валерию Харламову стать лучшим бомбардиром команды, забросив 34 шайбы в 40 играх сезона.
- Несколько матчей в сезоне 1997/98 провёл за команду Данис Зарипов[8].
- Также за армейскую команду в разные годы играли Н. Макаров, Л. Герасимов, Ю. Фёдоров, В. Тушенцов, Н. Заварухин и другие известные советские и российские хоккеисты.
- Хоккейный клуб находится на балансе министерства обороны РФ, тесно сотрудничает с Центральным военным округом. Заслуженный тренер СССР Юрий Могильников:[9] Над нашей армейской командой шефствовал ЦСКА. Не раз, приезжая на встречи с «Трактором», чемпионы СССР заворачивали к нам. Сыграют тренировочный матч, а на следующий день выходят на лёд в Челябинске...
- Из-за секретности в 50-х годах в протоколах матчей писали просто «Команда г. Чебаркуль».[2]

## Стадион
С 2008 года команда играет в Ледовом дворце «Уральская звезда» имени Валерия Харламова, расположенный по адресу г. Чебаркуль, ул. Дзержинского, 2а. Ранее главной хоккейной ареной Чебаркуля был открытый хоккейный стадион, расположенный в центре города, вместимостью около 3000 зрителей.

## Упоминание в кинематографии
- «Валерий Харламов. Дополнительное время» (2007)
- «Легенда № 17» (2013)